# 丹麥足球協會
丹麥足球協會（丹麥語：Dansk Boldspil-Union，簡稱DBU）是丹麥足球运动的管理机构，負責管轄各級別足球聯賽、丹麥盃及各級別男女子的丹麥國家足球隊，足協總部設於。
丹麥足球協會成立於1889年5月18日，是首個在大不列顛及愛爾蘭島以外成立的國家足球協會。它也是國際足協於1904年建立時的創會會員。

## 歷届主席
自1990年以來：
- 汉斯·埃里克·延森（丹麥語：Hans Erik Jensen） (1990–1991)
- 波尔·海尔德加德（丹麥語：Poul Hyldgaard） (1991–2002)
-  (2002–2014)
- 杰斯珀·莫勒（英语：Jesper Møller (football executive)） (2014–)

## 外部連結
- 丹麥足球協會官方網站（英文）（页面存档备份，存于）